# صموئيل ريد أندرسون
صموئيل ريد أندرسون (بالإنجليزية: Samuel Read Anderson) هو عسكري أمريكي، ولد في 17 فبراير 1804 في مقاطعة بيدفورد في الولايات المتحدة، وتوفي في 2 يناير 1883 في ناشفيل في الولايات المتحدة.